# Kasa fiskalna
Kasa  fiskalna, kasa rejestrująca – urządzenie elektroniczne, służące do rejestracji obrotu i podatku VAT należnego ze sprzedaży detalicznej.
Niektóre z kas rejestrujących stosowanych na świecie nie posiadają pamięci fiskalnej lub nie stanowią one źródła naliczania podatku VAT, a dane o obrotach rejestrowane są w zewnętrznej zabezpieczonej pamięci, np. kraje takie jak: Szwecja, Serbia, niektóre kraje w Afryce.

## Podział kas fiskalnych
Ze względu na konstrukcję kasy fiskalne można podzielić na typowe kasy ECR (ang. Electronic Cash Register) współpracujące z PC, systemy typu POS/EPOS (ang. Electronic Point of Sale), drukarki fiskalne, kasy komputerowe oraz terminale kasowe.

### Systemy autonomiczne
Typowe kasy, w których program pracy kasy (firmware) i program aplikacyjny znajdują się wewnątrz samej kasy, takie jak ECR czy nawet POS, zawierają pełną zaprogramowaną bazę towarową PLU (ang. price look-up unit), to jest listę numerów (kodów) i nazw towarów z przyporządkowanymi symbolami literowymi stawek podatku PTU, cenami, także opcjonalnie kodami kreskowymi itp., które znajdują się w sklepie. Po zaprogramowaniu, zwykle z PC, wartości stawek podatku od A do G i bazy towarowej, w szczególności przypisaniu symboli stawek do zaprogramowanych towarów, kasa umożliwia prowadzenie sprzedaży. Na życzenie klienta kasjer wprowadza z klawiatury kod PLU towaru, opcjonalnie kod kreskowy lub zeskanowany czytnikiem kod kreskowy z towaru, kasa znajduje go w swojej bazie i drukuje pozycję na paragonie. Zakończenie transakcji przez kasjera, zwykle jednym przyciskiem z nazwą, np. SUMA, GOTÓWKA itp., rejestruje w pamięci RAM kasy fakt sprzedaży tego towaru i inkrementuje liczniki kwot brutto. Liczniki te mogą być później odczytywane przez operatora bezpośrednio na kasie lub zdalnie – przez program magazynowy zarządzający pracą sklepu, w celu obliczenia aktualnego stanu towarów w magazynie. Dodatkowo kasy tego typu mogą prowadzić stany magazynowe w swojej pamięci, a także pracować w trybie on-line z PC, aktualizując na bieżąco zapasy towarów w bazie na komputerze PC. Maksymalna liczba kodów towarowych na tego typu kasach nie przekracza liczby kilkudziesięciu tysięcy.

### Systemy bazujące na komputerze
W przypadku kas typu drukarka fiskalna, terminal kasowy czy też kasa komputerowa można aktualnie ograniczyć się wyłącznie do wyjaśnienia zasady działania drukarek fiskalnych, gdyż w pozostałych typach kas, stanowi ona ich podstawowy element. W przeciwieństwie do typowych kas z klawiaturą brak jest tutaj klawiatury numerycznej, a drukarka fiskalna posiada wyłącznie kilka przycisków, między innymi do wydruku raportu fiskalnego dobowego. Sprzedaże na tego typu kasie realizowane są za pomocą programu aplikacyjnego uruchomionego na PC i sterującego zestawem instrukcji fiskalnych zawartych w protokole fiskalnym, w tym wydruki paragonów fiskalnych, faktur i raportów fiskalnych. Dla użytkownika jest to wyjątkowo przyjazne w obsłudze urządzenie, które zapewnia sprzedaż nawet kilkuset tysięcy towarów, gdyż pełna baza towarowa znajduje się na PC, z którym drukarka fiskalna komunikuje się zazwyczaj przez port szeregowy RS-232/RS-422, USB, a także przez LAN. Drukarka fiskalna przechowuje w swojej pamięci tylko skróty (często skróty kryptograficzne) z nazwy towaru, przypisanej stawki podatkowej, a w zasadzie trzech ostatnich wartości stawek podatkowych sprzedawanego towaru, który jest blokowany w momencie wystąpienia tzw. dołka podatkowego. Drukarka nie wymaga programowania bazy towarowej, wyłącznie wartości stawek podatku VAT, gdyż skrót dla towaru lokuje się w pamięci przy pierwszej sprzedaży tego towaru. Sprzedawany towar jest rozpoznawany przez drukarkę fiskalną po nazwie, a program aplikacyjny na PC kojarzy go z odpowiednim kodem kreskowym. Obecnie na rynku polskim występuje kilka różnych protokołów fiskalnych. Idea drukarki fiskalnej zrodziła się w Polsce tuż po wprowadzeniu obowiązku stosowania kas fiskalnych.

## KasyECR
Kasy ECR (ang. Electronic Cash Register – elektroniczne kasy rejestrujące). Są to zintegrowane urządzenia elektroniczne gotowe do instalacji w sklepie. Kasy ECR są zaplombowane, nierozbieralne i mają ograniczone możliwości rozbudowy i konfiguracji. Zwykle kupuje się kasę w postaci gotowej „jak jest”, dobierając ew. jej typ i możliwości w zależności od potrzeb. Zwykle po zafiskalizowaniu kasy nie ma już możliwości jej rozbudowy (np. rozbudowy pamięci i zwiększenia pojemności bazy towarowej). Kasy elektroniczne dysponują zwykle niewielką pojemnością pamięci RAM w stosunku do modeli POS. Pozwala to na przechowywanie informacji statystycznych z jednego okresu. Oznacza to, że np. kasa pamięta sumę sprzedaży kasjerów od otwarcia zmiany, sumę sprzedaży poszczególnych towarów od ostatniego raportu sprzedaży towarów. Niektóre kasy systemowe mają możliwość przechowywania ograniczonej ilości szczegółowych pozycji paragonów (tzw. bufor pozycji paragonów). Zwykle jest to kilka tysięcy pozycji (każdy paragon zawiera kilka pozycji towarów), czyli ok. 1000 ostatnio wystawionych paragonów. Bufor paragonów jest buforem cyklicznym, tzn. po jego zapełnieniu najstarsze pozycje są nadpisywane nowo wystawianymi. Bufor może być na bieżąco odbierany przez system magazynowy, co zapewni archiwizację paragonów na twardym dysku serwera zarządzającego systemem kasowym.

## KasyPOS
Kasy POS (lub inaczej EPOS, ang. Electronic Point Of Sale – elektroniczny systemy sprzedaży; mogą być to kasy komputerowe lub zestawy z drukarkami fiskalnymi).

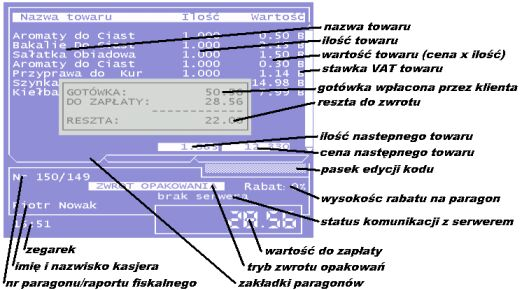
Program na kasie POS

Funkcjonalnie jest to komputer PC wyposażony najczęściej w:
- monitor lub zastępczo wyświetlacz;
- klawiaturę zwykłą PC (taką, jak przy większości komputerów) lub specjalizowaną (tzw. programowalną);
- czytnik kodów kreskowych;
- wyświetlacz dla klienta;
- czytnik kart magnetycznych (kredytowych).

Ilość i rodzaj wyposażenia może być dowolnie dobierana w zależności od potrzeb sklepu. W najprostszej konfiguracji kasą POS może być zwykły komputer PC z podłączoną drukarką fiskalną. W kasie POS tylko drukarka fiskalna podlega homologacji i zaostrzonemu traktowaniu przez serwis. Pozostałe elementy mogą być dowolnie wymieniane i naprawiane nawet przez nieuprawniony serwis i nie pociąga to za sobą kłopotów natury fiskalnej. Na kasie POS jest zainstalowane oprogramowanie realizujące funkcje sprzedaży i obsługujące urządzenia zewnętrzne (drukarkę fiskalną, czytnik kodów itp.). Oprogramowanie to również nie podlega homologacji i może być dowolnie modyfikowane i przystosowywane dla potrzeb sklepu. Dzięki temu, że kasy POS są wyposażone w dyski twarde, mogą one rejestrować i pamiętać praktycznie dowolną ilość transakcji i informacji związanych z nimi przez bardzo długi czas. Na przykład kasa może przechowywać informacje o każdym paragonie do kilku lat wstecz.

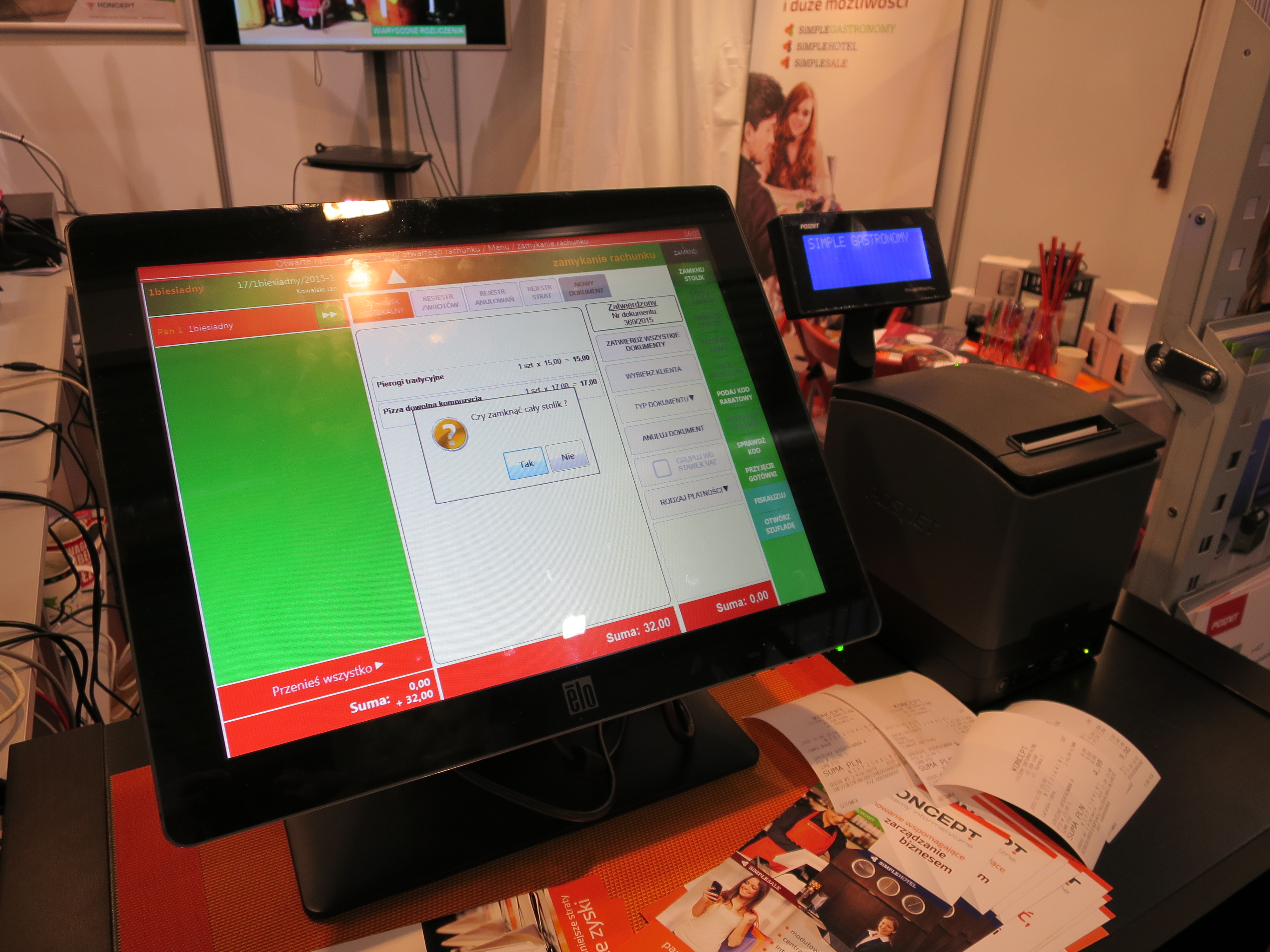
Gastronomiczny system POS
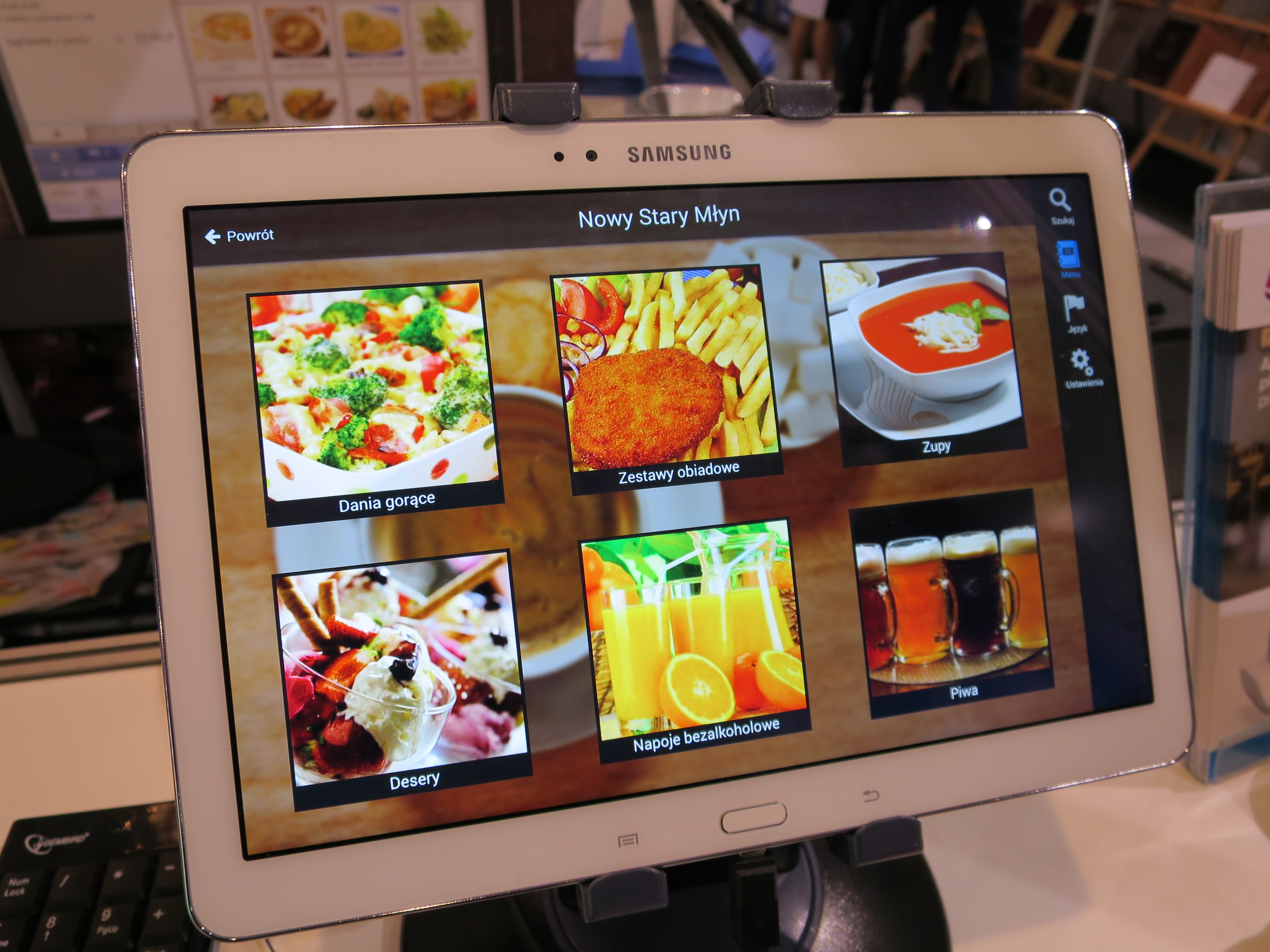
System POS na bazie tabletu
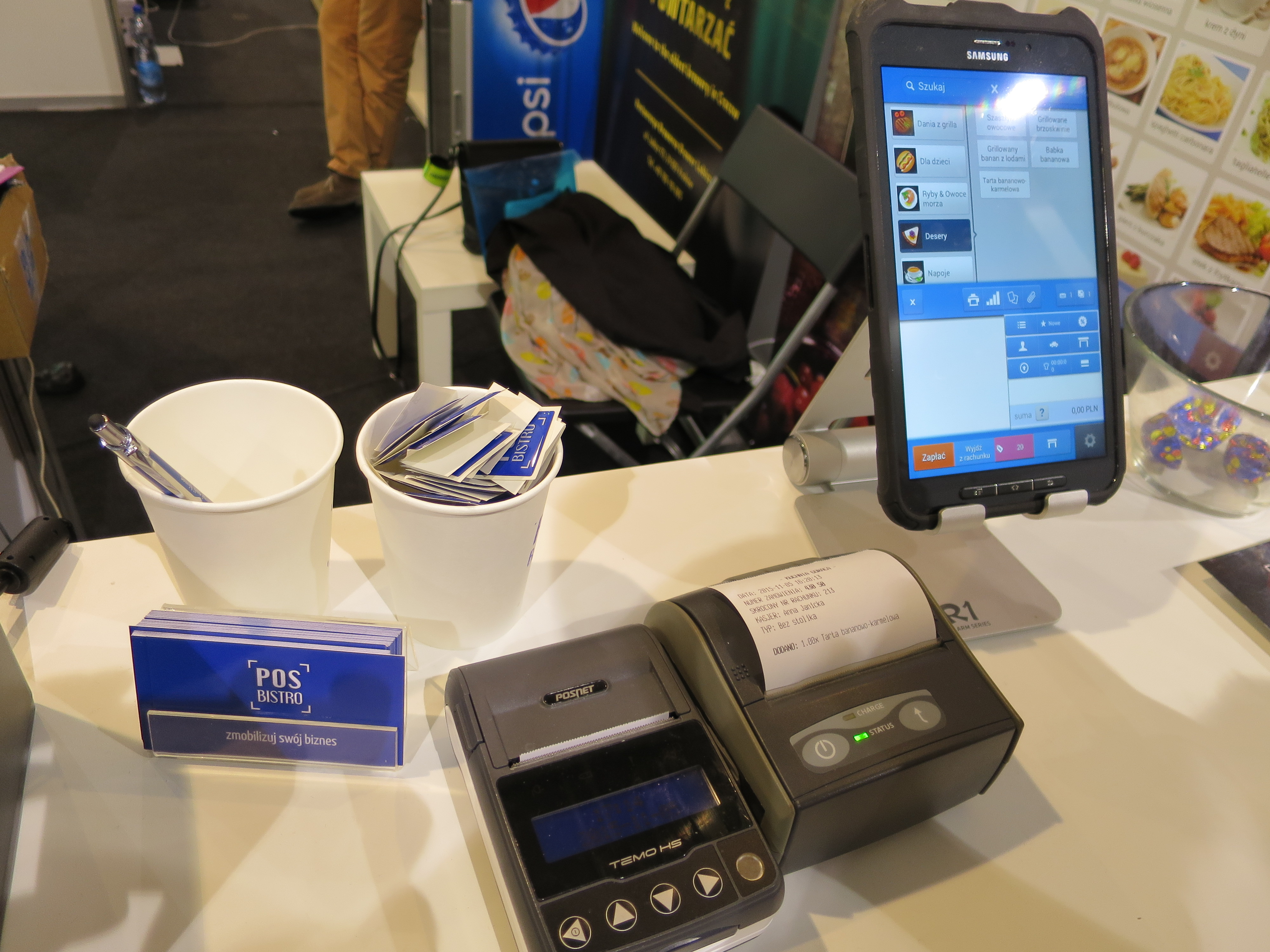
Mobilny zestaw POS

## KasyiPOS
Kasy iPOS (lub inaczej kasy zintegrowane, ang. Integrated Point Of Sale) to kompaktowe, zintegrowane urządzenia łączące w sobie cechy kasy rejestrującej oraz urządzenia płatniczego. Rozwiązania te często rozszerzone są o funkcjonalność serwisu internetowego zapewniającego szeroki dostęp do raportów, zarządzanie bazą towarową, siecią urządzeń, itd. Na rynkach niefiskalnych przedstawicielami tego typu rozwiązań są m.in.: Square, Clover, Poynt. Bariera wymogów fiskalnych sprawia, że ich użycie na rynku polskim jest niemożliwe lub wymaga zakupu dodatkowej drukarki fiskalnej. Pierwszym tego typu rozwiązaniem spełniającym polskie wymagania fiskalne jest rozwiązanie iPOS duet.

## Kasy jednostanowiskowe
Są to zwykle małe kasy ECR (choć nie jest to reguła). Stosuje się je zwykle tam, gdzie nie ma konieczności, by współpracowały w systemie sprzedaży z programem magazynowym. Ich idealne zastosowanie to: kioski, małe sklepy, stragany, taksówki itp. Kasy jednostanowiskowe są zwykle wyposażone w złącze pozwalające na podłączenia komputera, lecz wykorzystuje się je sporadycznie, np. aby szybko wprowadzić do kasy informacje o towarach lub odebrać dane o sprzedaży. W małych, rozproszonych sklepach stosuje się również łącze modemowe do komunikacji z kasami jednostanowiskowymi.

## Kasy systemowe
Są to większe kasy ECR lub POS, których zadaniem będzie współpraca w systemie sprzedaży razem z innymi kasami i programem magazynowym. Stosuje się je zwykle w sklepach z 2 lub więcej stanowiskami kasowymi. Kasy systemowe ze względu na zastosowanie mają zwykle więcej możliwości od kas jednostanowiskowych. Są to m.in.:
- możliwość komunikacji z serwerem zarządzającym w trybie on-line (w tle, bez przerywania pracy na kasie);
- większa pojemność bazy towarowej (ok. 10–120 tys. towarów, podczas gdy kasy jednostanowiskowe ok. 500–3000 towarów);
- obsługa bufora pozycji paragonowych – bufor ten, dzięki komunikacji on-line może być na bieżąco pobierany zdalnie przez program magazynowy;
- obsługa kart lojalnościowych (stałego klienta);
- realizacja płatności za rachunki (prąd, gaz);
- sprzedaż kodów doładowań do telefonów komórkowych;
- sprzedaż kodów doładowań do liczników energii elektrycznej.

## Kasy specjalizowane
Są to kasy, które dedykowane są do pracy w specyficznych warunkach, np. w taksówkach, autobusach, aptekach i restauracjach. Dzielone są ze względu na odpowiednio przygotowane oprogramowanie (program pracy kasy i program aplikacyjny) na:
- kasy współpracujące z taksometrami,
- kasy do aptek (drukarki fiskalne),
- kasy restauracyjne,
- bileterki.

## Kasy z kopią elektroniczną
Zupełnie nowa jakość w polskich wymaganiach dla kas rejestrujących pojawiła się w nieobowiązującym już rozporządzeniu z 2008, gdzie umożliwiono certyfikację kas z jednym traktem papieru w mechanizmie drukującym dla oryginału wydruku. Kasy te pod nazwą kas z kopią elektroniczną (EJ, ang. electronic journal) praktycznie zdobyły olbrzymią popularność i uznanie wśród użytkowników w Polsce. Najważniejszą różnicą w stosunku do kas z kopią papierową jest archiwizowanie danych na nośnikach kopii elektronicznej, zazwyczaj pamięci typu flash (rozpowszechnionej na całym świecie), o rozmiarach dochodzących do kilku GB np. karty SD, microSD, pamięci USB itp. Każdy użytkownik takiej kasy ma niespotykaną do tej pory łatwość w dostępie do wykonanej i zarchiwizowanej sprzedaży za pośrednictwem programu archiwizującego (na PC), który przegląda, sortuje dane zapisane na nośniku, a także weryfikuje numer kontrolny (paragonu, faktury, raportu fiskalnego dobowego) stanowiący niekwalifikowany podpis elektroniczny wydruku fiskalnego. Dodatkową korzyścią ze stosowania kas z kopią elektroniczną jest o połowę mniejsze zużycie rolek papierowych, mechanizmu drukarki i energii elektrycznej.

## Kasoterminale
Są to zintegrowane urządzenia łączące w sobie funkcje zarówno urządzenia fiskalnego jak i płatniczego. Ze względu na regulacje fiskalne oraz certyfikacje organizacji płatniczych istotnie utrudniające konstrukcję kasoterminala w postaci jednego urządzenia, najczęściej funkcjonują jako połączenie dwóch osobnych modułów: kasy lub drukarki fiskalnej i urządzenia płatniczego. Z perspektywy otwartości rozwiązania połączenie kasy fiskalnej i terminala płatniczego nie przynosi dodatkowych korzyści poza automatycznym przekazaniem kwoty do zapłaty do aplikacji płatniczej. Istotną wartość dodaną tworzy natomiast połączenie drukarki fiskalnej i terminala płatniczego, tworząc tym samym system sprzedażowy, w którym komputerem jest terminal płatniczy.  

## Typy używanych drukarek
Kasy fiskalne, z wyjątkiem kas z kopią elektroniczną, korzystają z mechanizmów drukujących oryginał paragonu dla klienta oraz jego kopię na rolce kontrolnej, która jest obowiązkowo przechowywana i archiwizowana przez podatnika. W kasie jest zamontowany jeden z dwóch rodzajów mechanizmów drukujących:
1. Drukarka igłowa (mozaikowa) – jest głośna, ale charakteryzuje się dużą trwałością druku, co ma znaczenie w przypadku urządzeń fiskalnych, gdzie archiwalne rolki kontrolne należy przechowywać przez okres określony przepisami prawa podatkowego. Mimo że konstrukcja drukarek igłowych nie jest nowatorska, to są one z powodzeniem stosowane w urządzeniach fiskalnych właśnie ze względu na trwałość druku. Praktycznie nie są stosowane mechanizmy z jednym traktem papieru z tzw. przebitką. Aktualnie mechanizmy igłowe wychodzą z użycia i stosowane są tylko w paru specjalizowanych kasach np. na dworcach PKP.
2. Drukarka termiczna – jest bardzo cicha i szybka, lecz charakteryzuje się bardzo krótką trwałością druku ze względu na właściwości papieru termicznego czułego na temperaturę i naświetlanie. Dla potrzeb fiskalnych, archiwalne rolki papieru termicznego należy przechowywać w odpowiednich warunkach (chłód), co nie jest możliwe w każdym sklepie. Dlatego nie są one rozwiązaniem idealnym w każdym wypadku. Praktycznie tego typu mechanizmy wyparły całkowicie drukarki igłowe, gdyż osiągają maksymalną szybkość wydruku rzędu 300 mm/s.

## Kasy fiskalne w Polsce
Stosowane w Polsce, podobnie jak we Włoszech czy Grecji, kasy rejestrujące to kasy fiskalne wyposażone w pamięć fiskalną o właściwościach OTP (ang. one time programming), oznaczoną unikalnym numerem, tzw. numerem unikatowym, w której na zakończenie doby sprzedaży zapisywane są co najmniej kwoty netto i podatku, według poszczególnych stawek VAT, a także łączna kwota podatku i łączna kwota należności brutto.
Każdy sprzedający, którego przychody przekroczyły graniczną wartość określoną przez Ministerstwo Finansów, jest obowiązany do rejestracji sprzedaży detalicznej przy pomocy kasy fiskalnej. Sprzedaż niektórych grup towarów (np. alkoholu, papierosów) obligatoryjnie podlega rejestracji za pomocą kas bez względu na wysokość obrotu. Po zakończeniu każdego dnia sprzedaży, użytkownik (kasjer, sprzedawca) ma obowiązek wykonać na kasie tzw. raport fiskalny dobowy. Podczas wykonywania tego raportu, kwota całodziennego utargu zostaje trwale, bez możliwości zmiany, zapisana w pamięci kasy fiskalnej z rozbiciem na poszczególne, zaprogramowane stawki PTU.
Podatnik prowadzący działalność gospodarczą za pomocą kasy rejestrującej ewidencjonuje przychody ze sprzedaży dokonane na rzecz osób fizycznych, którzy nie prowadzą działalności gospodarczej oraz na rzecz rolników ryczałtowych.
Zgodnie z § 3 pkt 1 i 2 Rozporządzenia Ministra Finansów z dnia 22.12.2021 r. w sprawie zwolnień z obowiązku prowadzenia ewidencji sprzedaży przy zastosowaniu kas rejestrujących (Dz.U. z 2021 r. poz. 2442) zastąpionym od 1 stycznia 2024 r. nowym rozporządzeniem z dnia 24 listopada 2023 r. (Dz.U. z 2023 r. poz. 2605), zwanego dalej Rozporządzeniem) - obowiązek zakupu i stosowania kasy rejestrującej występował u podatników, którzy przekroczyli w poprzednim roku podatkowym obrót (sprzedaż) na rzecz osób fizycznych nieprowadzących działalności gospodarczej w kwocie 20 000 zł, z tym że:
- czynny podatnicy VAT brali pod uwagę sprzedaż netto,
- zwolnieni podatnicy z VAT brali pod uwagę sprzedaż brutto.

Podatnikom rozpoczynającym w bieżącym roku prowadzenie działalności gospodarczej limit 20 000 zł obniżało się proporcjonalnie do okresu prowadzenia działalności gospodarczej w danym roku (sprzedaży na rzecz osób fizycznych).
W § 4 Rozporządzenia Ministra Finansów w sprawie zwolnień z obowiązku posiadania kas rejestrujących zostały określone czynności, przy wykonywaniu których bezwzględnie należało posiadać kasę fiskalną.
Wspomniany wymóg dotyczył m.in. dostawy:
- gazu płynnego,
- części do silników (CN 8409 91 00 i 8409 99 00),
- silników do napędu pojazdów i motocykli, silników spalinowych tłokowych z zapłonem iskrowym i samoczynnym do różnego rodzaju jednostek, w tym motocykli (CN 8407 i 8408),
- nadwozi do pojazdów silnikowych (CN 8707),
- przyczep i naczep (CN 8716 10, 8716 31 00, ex 8716 39, 8716 40 00); kontenerów (CN 8609 00),
- części przyczep, naczep i pozostałych pojazdów bez napędu mechanicznego (CN 8716 90),
- części i akcesoriów do pojazdów silnikowych (CN 8708 i 9401 90 80), z wyłączeniem motocykli, to jest do: ciągników; pojazdów silnikowych do przewozu dziesięciu lub więcej osób z kierowcą; samochodów i pozostałych pojazdów silnikowych przeznaczonych zasadniczo do przewozu osób, włącznie z samochodami osobowo-towarowymi (kombi) oraz samochodami wyścigowymi; pojazdów silnikowych do transportu towarów; pojazdów silnikowych specjalnego przeznaczenia, innych niż te zasadniczo przeznaczone do przewozu osób lub towarów, w szczególności: pojazdów pogotowia technicznego, dźwigów samochodowych, pojazdów strażackich, betoniarek samochodowych, zamiatarek, polewaczek, przewoźnych warsztatów, ruchomych stacji radiologicznych,
- komputerów, wyrobów elektronicznych i optycznych oraz silników elektrycznych, prądnic i transformatorów (PKWiU ex 26 i ex 27.11),
- sprzętu fotograficznego, z wyłączeniem części i akcesoriów do sprzętu i wyposażenia fotograficznego (PKWiU ex 26.70.1),
- wyrobów z metali szlachetnych lub z udziałem tych metali, których dostawa nie może korzystać ze zwolnienia od podatku, o którym mowa w art. 113 ust. 1 i 9 ustawy z dnia 11 marca 2004 r. o podatku od towarów i usług, zwanej dalej „ustawą”,
- zapisanych i niezapisanych nośników danych cyfrowych i analogowych,
- wyrobów przeznaczonych do użycia, oferowanych na sprzedaż lub używanych jako paliwa silnikowe albo jako dodatki lub domieszki do paliw silnikowych, bez względu na symbol CN,
- wyrobów tytoniowych (CN 2401, 2402, 2403), z wyłączeniem towarów dostarczanych na pokładach samolotów,
- napojów alkoholowych o zawartości alkoholu powyżej 1,2%, napojów alkoholowych będących mieszaniną piwa i napojów bezalkoholowych, w których zawartość alkoholu przekracza 0,5% (bez względu na kod CN), z wyłączeniem towarów dostarczanych na pokładach samolotów,
- perfum i wód toaletowych (CN 3303 00 10, 3303 00 90), z wyłączeniem towarów dostarczanych na pokładach samolotów.

Zwolnień z obowiązku ewidencjonowania nie stosowało się również m.in. w przypadku świadczenia usług:
- przewozów pasażerskich w samochodowej komunikacji, z wyłączeniem przewozów wymienionych w poz. 15 i 16 załącznika do rozporządzenia,
- taksówek (PKWiU 49.32.11.0), z wyłączeniem wynajmu samochodów osobowych z kierowcą,
- naprawy pojazdów silnikowych oraz motorowerów, w tym naprawy opon, ich zakładania, bieżnikowania i regenerowania,
- w zakresie wymiany opon lub kół dla pojazdów silnikowych oraz motorowerów,
- w zakresie badań i przeglądów technicznych pojazdów,
- w zakresie opieki medycznej świadczonej przez lekarzy i lekarzy dentystów, z wyłączeniem usług świadczonych przez osoby wymienione w poz. 48 załącznika do rozporządzenia,
- prawniczych, z wyłączeniem usług określonych w poz. 27 załącznika do rozporządzenia,
- doradztwa podatkowego,
- związanych z wyżywieniem (PKWiU ex 56.10, PKWiU 56.21, PKWiU ex 56.29, PKWiU ex 56.30), wyłącznie świadczonych przez stacjonarne placówki gastronomiczne, w tym również sezonowo, oraz usług przygotowywania żywności dla odbiorców zewnętrznych (catering),
- fryzjerskich, kosmetycznych i kosmetologicznych,
- kulturalnych i rozrywkowych - wyłącznie w zakresie wstępu na przedstawienia cyrkowe,
- związanych z rozrywką i rekreacją - wyłącznie w zakresie wstępu do wesołych miasteczek, parków rozrywki, na dyskoteki, sale taneczne,
- mycia, czyszczenia samochodów i podobnych usług (PKWiU 45.20.30.0), w tym przy użyciu urządzeń obsługiwanych przez klienta, które w systemie bezobsługowym przyjmują należność w bilonie lub banknotach, lub innej formie (bezgotówkowej).

Aktualnie u podatników występują już tylko trzy rodzaje kas:
- kasa rejestrująca z elektronicznym zapisem kopii,
- kasa rejestrująca on-line,
- wirtualna kasa rejestrująca w formie oprogramowania.

Od 2023 roku w sprzedaży dostępne są już tylko kasy on-line albo wirtualne kasy rejestrujące w formie oprogramowania. Podatnicy, którzy posiadają kasę starego typu (z elektronicznym zapisem kopii), mają prawo używać jej do zapełnienia pamięci.
Po zakończeniu operacji gospodarczych, właściciel firmy jest zobowiązany do przygotowania zarówno codziennego, jak i miesięcznego raportu podatkowego. Kolejnym krokiem jest współpraca z technikiem w celu odczytania danych z pamięci fiskalnej urządzenia i sporządzenia stosownego sprawozdania. Ta procedura dotyczy zarówno nowoczesnych kas fiskalnych online, jak i tradycyjnych modeli.
Wymagane dokumenty, w tym wniosek o wycofanie kasy fiskalnej z użytku, należy dostarczyć do odpowiedniego organu podatkowego w terminie 5 dni od ich przygotowania. W przypadku kas fiskalnych online, proces ten obejmuje dodatkowo przesłanie danych do centralnego systemu oraz demontaż zabezpieczonej pamięci. Istotne jest również, aby mieć na uwadze konieczność zwrotu ewentualnej ulgi na zakup kasy fiskalnej, jeżeli urządzenie było wykorzystywane do sprzedaży przez okres krótszy niż 3 lata.

### Pamięć fiskalna
Każda kasa fiskalna jest wyposażona w tzw. pamięć fiskalną, która potocznie, choć niezgodnie z rozporządzeniem dotyczącym wymagań dla kas rejestrujących, nazywana jest również modułem fiskalnym. Jest to układ elektroniczny, czasami wyłącznie układ scalony pamięci półprzewodnikowej, z transmisją równoległą – kiedyś typowy EPROM, obecnie coraz częściej zabezpieczony sprzętowo lub programowo flash z niekasowalną pamięcią, z wykorzystaniem transmisji szeregowej. Moduł ten służy do przechowywania informacji o wykonanych raportach fiskalnych dobowych i ich zawartości, która jest drukowana w raportach fiskalnych okresowych i jest podstawą do rozliczenia z fiskusem. Moduł ma ograniczoną pojemność (minimum: 1830 rekordów przeznaczonych na raporty fiskalne dobowe) – wystarczającą na co najmniej 5 lat codziennej pracy kasy.
Aby ani użytkownik, ani serwisant nie miał możliwości samodzielnej ingerencji w moduł, jest on zalany żywicą oraz na trwałe przytwierdzony do obudowy kasy. Ponadto obudowa kasy jest zaplombowana i jej otwarcie i naprawa jest dozwolona tylko przez uprawniony serwis, który musi posiadać aktualne uprawnienia wydane przez producenta/importera danych urządzeń fiskalnych. Podczas kontroli z Urzędu Skarbowego sprawdzana jest w szczególności zawartość pamięci fiskalnej (przez wykonanie okresowego raportu fiskalnego odczytującego pamięć fiskalną), nienaruszalność plomb kasy oraz poprawność wpisów w książce serwisowej kasy, m.in. obowiązkowe przeglądy okresowe (do 30.11.2008 r. co 12 miesięcy, od 01.12.2008 r. co 24 miesiące).

### Moduł fiskalny
Nazwa wprowadzona przez regulacje MF dotyczące kas rejestrujących, błędnie jest kojarzona jako identyczna z pamięcią fiskalną kasy. W rzeczywistości jest to płyta główna kasy, na której znajduje się co najmniej zegar czasu rzeczywistego RTC, pamięć operacyjna RAM, ROM z pamięcią programu pracy kasy (firmware) i opcjonalnie z programem aplikacyjnym, mikrokontroler (mikroprocesor) obsługujący klawiaturę (dla drukarek fiskalnych protokół fiskalny), zarządzający wydrukiem z mechanizmu drukującego, a przede wszystkim zapisujący raporty fiskalne dobowe do pamięci fiskalnej, a także odczytujący pamięć fiskalną i drukujący raporty fiskalne okresowe.

### Fiskalizacja kasy
Zaraz po zakupie kasy, pracuje ona w trybie szkoleniowym. Oznacza to, że można na niej dokonywać próbnych sprzedaży i szkolić personel. Pamięć fiskalna nie jest jeszcze aktywowana, a wykonane Raporty Dobowe nie są w niej zapisywane – od „nabitych” transakcji nie ma konieczności odprowadzania podatku. Fiskalizacja polega na aktywowaniu pamięci fiskalnej przez moduł fiskalny za pomocą odpowiedniej procedury – niezbędne jest zaprogramowanie nagłówka wydruków, w tym wprowadzeniu numeru NIP podatnika zapisywanego w pamięci fiskalnej, a także opcjonalne zaprogramowanie wartości stawek podatku. Od tego momentu wszystkie transakcje zarejestrowane na kasie podlegają opodatkowaniu, a raporty fiskalne dobowe są zapisywane w pamięci fiskalnej. Kasa wówczas pracuje w tzw. „trybie fiskalnym”.

### Homologacja kasy fiskalnej
Kasy fiskalne muszą spełniać bardzo szczegółowe warunki konstrukcyjne narzucone przez Ministerstwo Finansów. Są to w szczególności:
- jej budowa (moduł fiskalny, pamięć fiskalna, klawiatura, wyświetlacz, mechanizm drukujący i akumulatory),
- funkcjonalność,
- oprogramowanie na PC umożliwiające odczyt zawartości pamięci fiskalnej na kasie,
- reakcje na sytuacje krytyczne (np. brak papieru),
- zanik zasilania,
- podmianę pamięci fiskalnej o tej samej zawartości, z tym samym numerem unikatowym,
- podmianę nośników kopii elektronicznej (dla kas z kopią elektroniczną),
- funkcjonalność programu archiwizującego.

Bardzo skrupulatnie jest dokonywana inspekcja podstawowych plików stanowiących fundament kodu źródłowego dostarczonego przez producenta. W badaniach funkcjonalnych istotne są symulacje związane ze sprzedażą na kasie – aktualnie w GUM wykonuje się dla losowo wybranych danych o sprzedaży (do 8400 wartości towaru, ilości, ceny oraz 21 zestawów 7 różnych wartości stawek podatku) dla trzech zestawów walut ewidencyjnych PLN, EUR i USD, w których sprzedaże są ograniczone do 7 raportów fiskalnych dobowych przy maksymalnie 20 paragonach 20 pozycyjnych, a wynikiem jest porównanie trzech wydruków łącznych raportów fiskalnych okresowych dla walut ewidencyjnych z wartościami wzorcowymi wyznaczonymi w skoroszycie kalkulacyjnym. Model kasy, który ma być dopuszczony do sprzedaży w Polsce musiał przejść testy do końca sierpnia 2011 w MF, a od 1 września 2011 w Głównym Urzędzie Miar, aby otrzymać certyfikat homologacji. Proces homologacji modelu kasy wymaga złożenia przez wnioskodawcę (producenta/importera) pełnej dokumentacji i odpowiedniego egzemplarza kasy (zwykle co najmniej dwóch egzemplarzy) oraz zestawu pamięci fiskalnych, programu do odczytu pamięci fiskalnej i opcjonalnie nośników kopii elektronicznej oraz programu archiwizującego. Proces ten trwał w MF zwykle ok. 6 m-cy, zaś w Głównym Urzędzie Miar miał trwać o połowę krócej. W rzeczywistości jednak czas badania urządzeń, według opinii niektórych ekspertów, uległ radykalnemu wydłużeniu, a w ciągu okresu jednego roku certyfikacji w GUM instytucja ta dopuściła do sprzedaży zaledwie 9 urządzeń.
W opinii niektórych środowisk powoduje to znaczne utrudnienia w funkcjonowaniu wielu przedsiębiorstw zmuszonych do opuszczenia branży. Małym podmiotom postawiono wyjątkowo trudne warunki finansowe, wygórowane opłaty certyfikacyjne, ograniczając w ten sposób dostęp do rynku podmiotom nieposiadającym znaczącego udziału w rynku, mniej zamożnym od przedsiębiorstw wiodących. Efekt odchodzenia przedsiębiorstw z branży przyspiesza jedynie postępującą monopolizację rynku, na którym obecnie aż 75% udziału w rynku należy do zaledwie dwóch grup kapitałowych.

## Producenci kas fiskalnych
Liderzy polskiego rynku kas fiskalnych to Novitus, Posnet i Elzab. 